# رواندا-اوروندی
رواندا-اوروندی، کشوری سابق و جزئی از آفریقای خاوری آلمان بود که از سال ۱۹۱۶ تا ۱۹۲۴ میلای به‌ اشغال بلژیک درآمد. سپس طی سال‌های ۱۹۲۴ تا ۱۹۴۵ تحت قیمومیت بلژیک قرار گرفت.